# Hipposideros turpis
Hipposideros turpis је сисар из реда слепих мишева и фамилије Hipposideridae.

## Угроженост
Ова врста је на нижем степену опасности од изумирања, и сматра се скоро угроженим таксоном.

## Распрострањење
Врста има станиште у Јапану, Вијетнаму и Тајланду.

## Станиште
Станиште врсте су шуме.